# James Connolly
James Connolly (em irlandês Séamas Ó Conghaile, Edimburgo, 5 de junho de 1868 — Dublin, 12 de maio de 1916) foi um líder nacionalista irlandês e revolucionário socialista. Nasceu na Escócia, filho de pais emigrantes irlandeses. Deixou a escola para ir trabalhar já aos onze anos, convertendo-se posteriormente num dos líderes políticos da esquerda revolucionária da altura.

## Militante revolucionário
Em 1892 era um dirigente importante da Federação Socialista Escocesa, chegando a ser secretário geral da mesma em 1895. Em 1896, incorporou-se ao Partido Republicano Socialista Irlandês. Enquanto estava em solo britânico, foi um dos fundadores do Partido Trabalhista Socialista, que se cindiu da Federação Social-democráta em 1903. Como sindicalista, foi a mão direita de James Larkin no sindicato de trabalhadores e transportistas. Nesse ano vai para os Estados Unidos, onde se incorpora ao Partido Trabalhista Socialista (SLP-US) e à central sindical Trabalhadores Industriais do Mundo (IWW), participando na fundação da Federação Socialista Irlandesa de Nova Iorque em 1907.
Volta para a Irlanda em 1910, e em Belfast colabora na organização do Partido Socialista da Irlanda, e no movimento sindical (na União Transportista Irlandesa e na União Geral de Trabalhadores, da qual é secretário geral).

## Experiências armadas
Em 1913, promoveu com James Larkin a criação do Exército Civil Irlandês, em resposta a um lockout, chegando a ser comandante do mesmo. O tal Exército era um grupo armado de uns 250 operários (estivadores, do transporte, da construção, impressores, etc.) treinados para lutarem por defender os seus interesses, tendo como objectivo último o estabelecimento de uma Irlanda independente e socialista. No futuro, o Exército dos Cidadãos Irlandeses seria uma das bases na formação do Exército Repúblicano Irlandês (IRA).
Julgando a linha dos Voluntários Irlandeses como burguesa e pouco preocupada com a necessária independência económica da Irlanda, acreditou na necessidade de uma acção contundente e decisiva contra as forças de ocupação britânicas, uma verdadeira insurreição. Assim, em 1915, reuniu-se com Tom Clarke e Padraic Pearse, dirigentes da Irmandade Republicana Irlandesa, organização infiltrada na dos Voluntários, para tentar um acordo estratégico.

## Revolta da Páscoa
Finalmente, a 24 de Abril de 1916, com Connolly no posto de comandante-general da divisão dublinesa do chamado Exército Republicano Irlandês, aliança entre os Voluntários e os Cidadãos, produz-se a Revolta da Páscoa contra as forças britânicas. Apesar de estar consciente de não terem hipótese de vitória, enxergava que podiam estar a acender a mecha da explosão de luta pela liberdade da Irlanda, como assim aconteceu.
A revolta conduz os alçados ao controlo temporário de alguns prédios da capital, chegando a ser proclamado um Governo Provisório presidido por Patrick Pearse e com James Connolly na vice-presidência. Os combates prolongam-se por seis dias, registando-se 450 vítimas mortais e 2.600 feridas, antes de ser assinada a rendição incondicional pelo presidente do Governo provisório irlandês. O Governo britânico decreta a Lei Marcial e aplicam-se 16 execuções capitais, 3 226 arrestos e 1 862 irlandeses são feitos presos em Inglaterra.
Connolly, que dirigira o assalto à sede dos correios da cidade, fica gravemente ferido nos combates; acaba por ser feito preso e, posteriormente, condenado à morte no dia 9 de Maio e fuzilado pelas forças ocupantes britânicas junto a outros líderes como Roger Casement e o referido Pearse no dia 12, na prisão de Kilmainham, em Dublin.

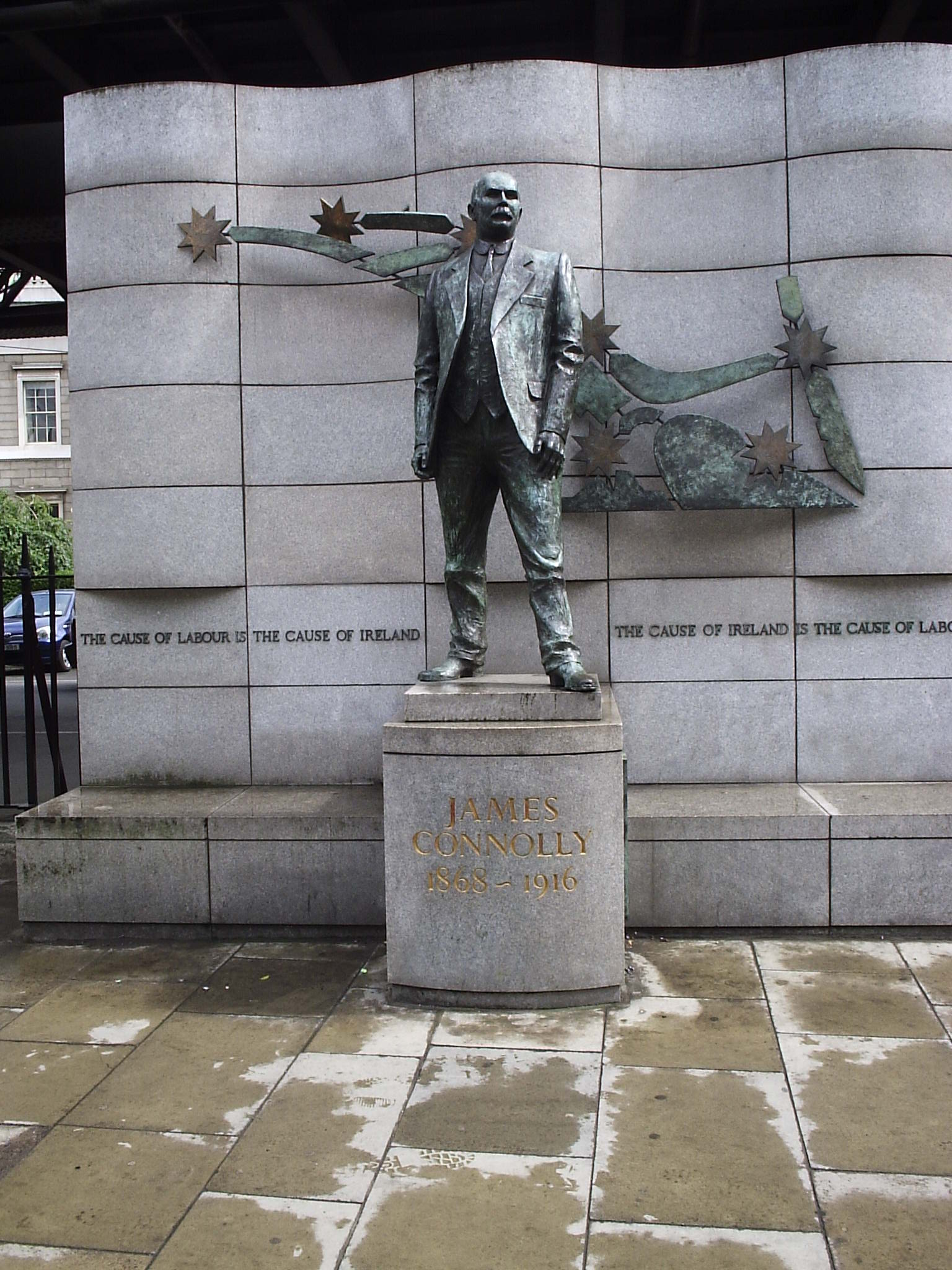
Monumento dedicado a James Connolly em Dublin

## A síntese entre o socialismo e o nacionalismo defensivo
A sua importância teórica, prática e simbólica na configuração do movimento nacionalista irlandês é indiscutível. Mas a sua relevância vai além das fronteiras, chegando a impregnar outros movimentos de libertação nacional que, ao longo do século XX, aplicaram as suas teorias sobre a síntese entre socialismo e independentismo. É o caso de nações sem Estado europeias como a Escócia, Gales, o País Basco, a Córsega ou a Galiza, entre outras.
A sua visão da libertação nacional unia esse objectivo ao da revolução social: "A causa operária é a causa da Irlanda, e a causa da Irlanda é a causa operária"(…) "Não podem ser separadas. A Irlanda procura a liberdade. Os operários procuram que uma Irlanda livre seja a única dona do próprio destino, a proprietária suprema de todas as coisas materirias sobre e abaixo do seu chão".
O próprio Lenine foi um grande admirador do revolucionário irlandês, embora não chegassem a conhecer-se pessoalmente, e face àqueles que queriam restar legitimidade à luta independentista irlandesa acusando-a de "burguesa", louvou a coerência de Connolly na firme oposição que manteve perante a Primeira Guerra Mundial, quando grande parte do movimento socialista europeu claudicou em favor dos respectivos chauvinismos burgueses.
Em relação à guerra imperialista, Connolly escreve no jornal A República Operária: "Se estes homens têm de morrer, não era melhor eles morrerem no próprio país, a lutarem pela liberdade da sua classe e pela abolição da guerra, do que irem a países estrangeiros e morrerem assassinando e assassinados pelos seus irmãos, para os tiranos e exploradores poderem continuar a viver?"
Rejeitava a colaboração de classes e definia a Irlanda como o conjunto das suas classes oprimidas: "Somos por uma Irlanda para os irlandeses. Mas, quem são os irlandeses? Não o senhorio rendista possuidor de subúrbios, não o capitalista que amassa lucros, não o pulcro e abastado advogado, não o prostituído homem da imprensa -os mentirosos a soldo do inimigo-. (…) "Não são esses os irlandeses de que depende o futuro. Não são esses, mas a classe operária irlandesa, a única base sólida sobre a qual pode ser alçada uma nação livre".
A Irlanda independente fez de James Connolly um referente patriótico, levantando uma estátua dele na capital, Dublin. Porém, a causa do socialismo como projecto intimamente ligado à independência não chegou a realizar-se na forma como Connolly tinha sonhado. Resta até a incorporação dos condados do norte da Irlanda, separados do "Estado Livre" na altura do Tratado anglo-irlandês de 1921 e ainda hoje sob soberania britânica.
Na actualidade, está a ser filmado um filme (realizado por Adrian Dunbar) dedicado à grande figura histórica de Connolly, reconhecida como a de um dos grandes revolucionários do século XX europeu.

## Obra teórica
Dentre os seus trabalhos teóricos, podem destacar-se:
- Socialismo e nacionalismo («Shan Van Vocht», 1.1897)
- Socialismo e nacionalismo irlandês («L'Irlande Libre», 1897)
- Imperialismo e socialismo («Workers' Republic», 1899)
- O Sinn Féin e o socialismo («The Harp», 1908)
- Que é uma nação livre? («Workers' Republic», 1916)